# Leucopholis armata
Leucopholis armata är en skalbaggsart som beskrevs av Sharp 1876. Leucopholis armata ingår i släktet Leucopholis och familjen Melolonthidae. Inga underarter finns listade i Catalogue of Life.